# Hotel Hubertushöhe

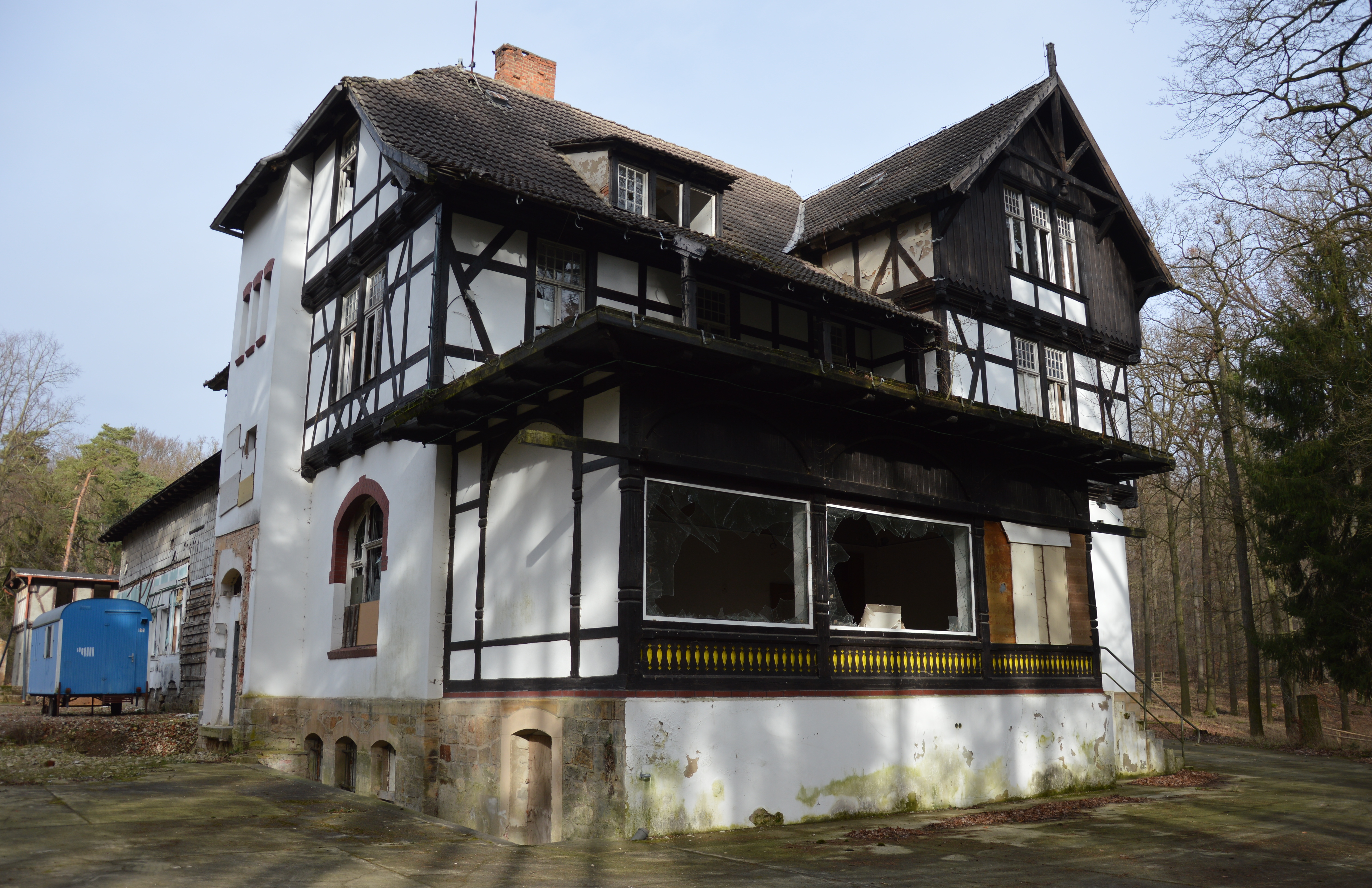
Hotel Hubertushöhe

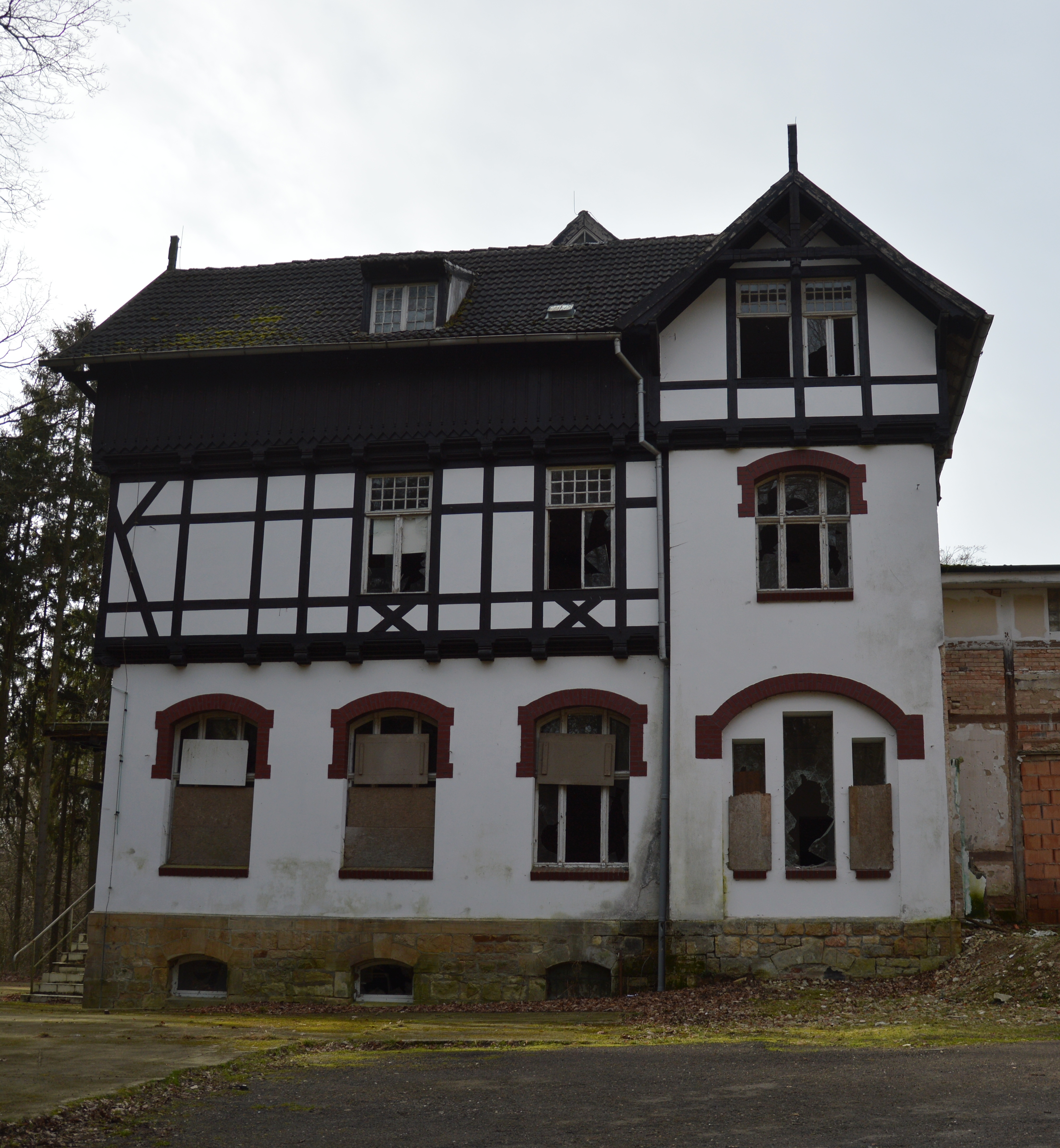
Ostseite

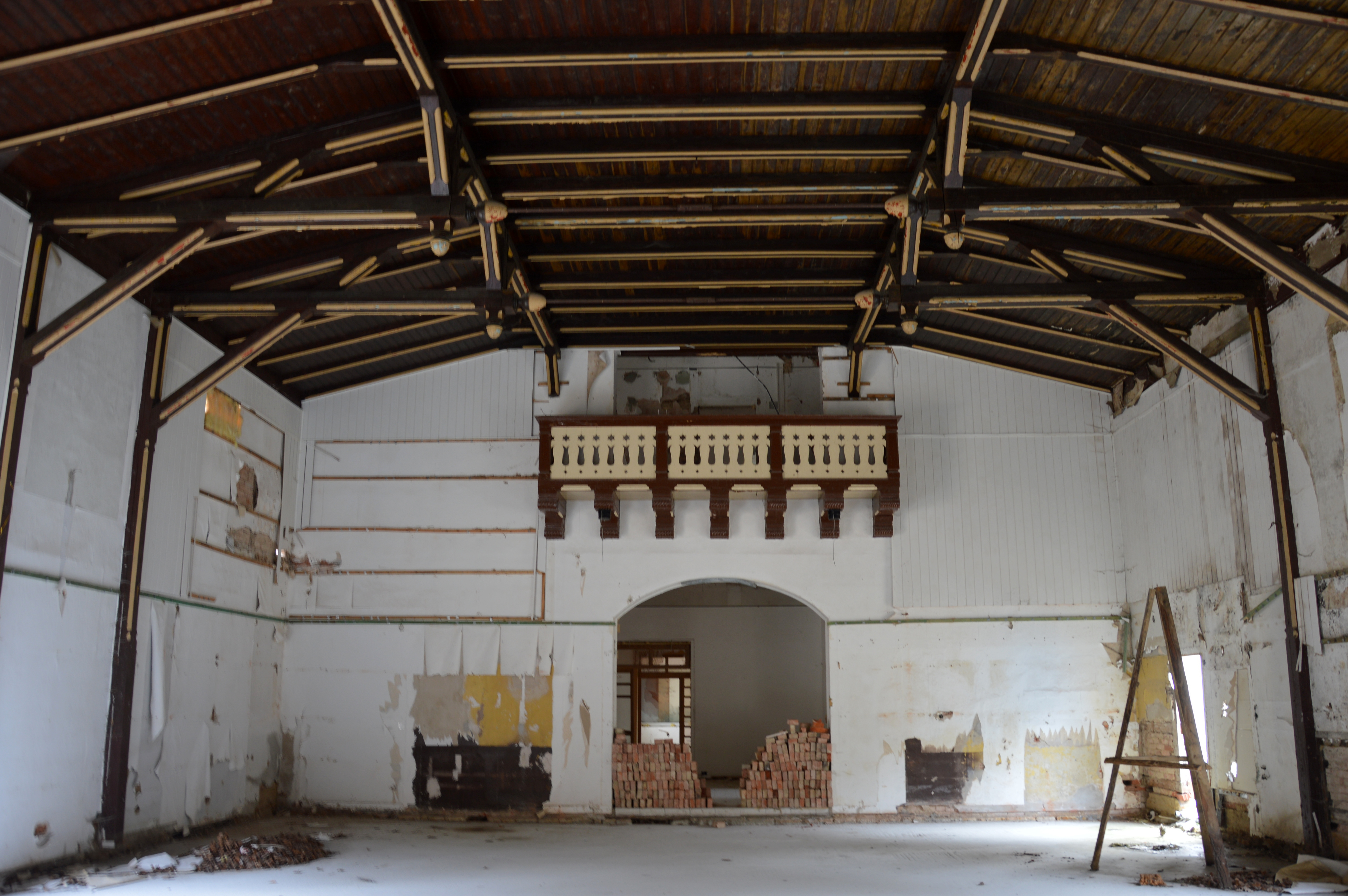
Saal

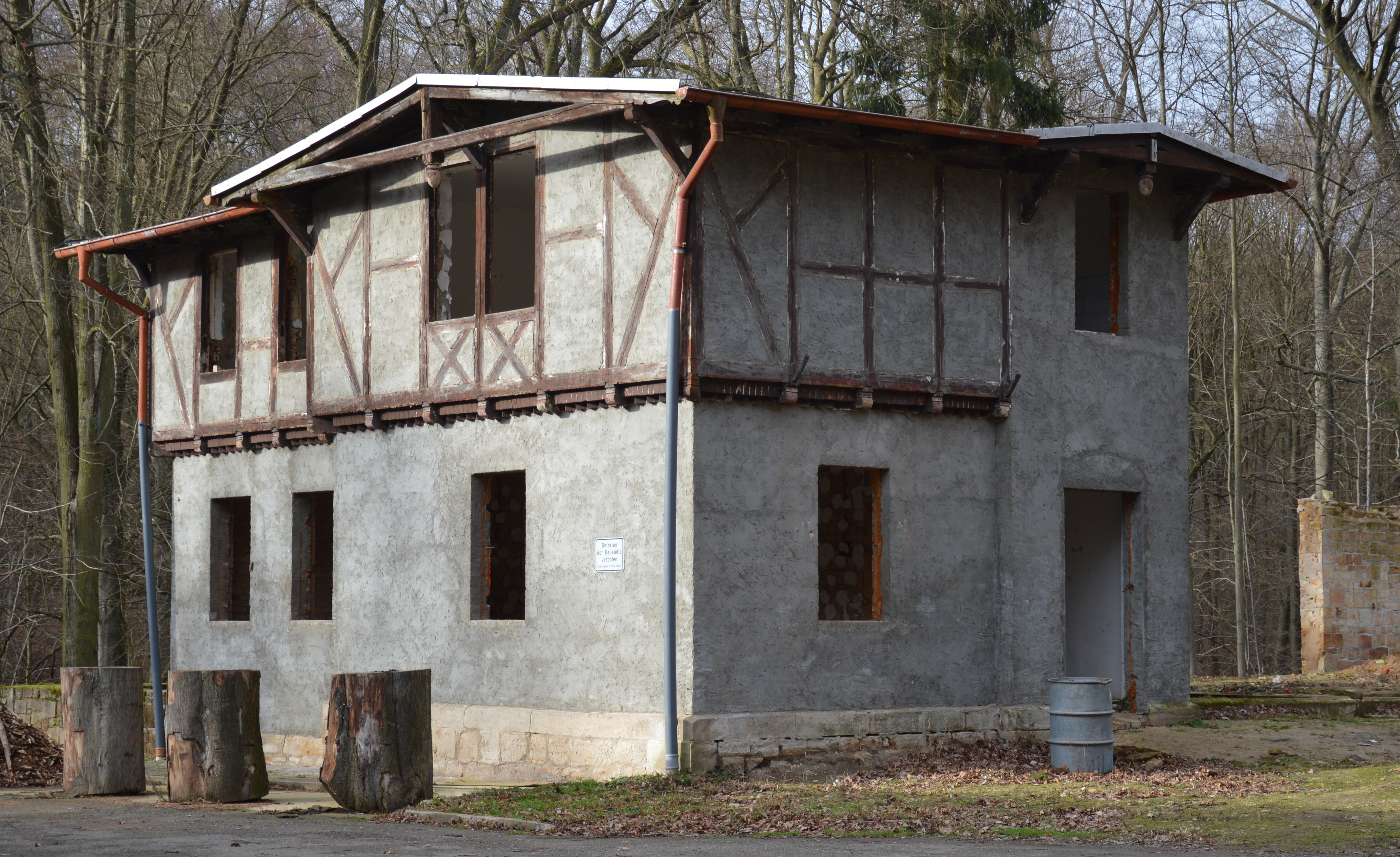
Nebengebäude

Das Hotel Hubertushöhe ist ein denkmalgeschütztes Gebäude im zur Stadt  Oschersleben gehörenden Ortsteil Neindorf in Sachsen-Anhalt.

## Lage
Das Gebäude befindet sich im Zentrum des Hohen Holzes an der Adresse Hubertushöhe 1 nördlich auf einer Anhöhe oberhalb der durch das Waldgebiet führenden Straße. In der Nähe des alleinstehenden Hauses beginnen Wanderwege, die durch das Hohe Holz führen.

## Architektur und Geschichte
Das Hotel wurde in der Zeit um 1900 errichtet. Zum Teil wurde das Gebäude in Fachwerkbauweise gebaut. Der Baustil ist historisierend. Im Obergeschoss findet sich Sichtfachwerk. Nördlich an die im Erdgeschoss eingerichtete Gaststätte schließt sich ein Saalbau an. Neben dem Haupthaus befindet sich ein kleines Haus für Angestellte.
In der Zeit der DDR wurde das Haus als Gaststätte betrieben. 1993 veräußerte der Kreis Oschersleben das Gebäude zum symbolischen Preis von einer D-Mark an einen Unternehmer aus Genthin. Dieser investierte in die Gaststätte und betrieb sie weiter. Er veräußerte das Haus dann an einen Niederländer, gegen den jedoch im Jahr 2003 ein Zwangsvollstreckungsverfahren bestand. Letztlich erwarb der Osnabrücker Gastwirt Siegfried Urmoneit Anfang 2008 die Gaststätte bei einer Zwangsversteigerung. Ein Betrieb der Gaststätte unterblieb jedoch. Der Landkreis Börde, Eigentümer der umgebenden Grundstücke, bemühte sich um einen Erwerb des Gebäudes.
Derzeit (Stand 2016) steht das Gebäude leer und ist sanierungsbedürftig.
Im örtlichen Denkmalverzeichnis ist das Gebäude unter der Erfassungsnummer 094 55880 als Hotel verzeichnet.